# 王楙
王楙（1151年—1213年），字勉夫，南宋福州福清人。

## 生平
祖籍福清，曾祖时徙居平江吴县（今江苏苏州），居笠澤（今江蘇吳江）。紹興二十一年（1151年）生，少失父愛，事母以孝聞，有志功名，但一試不中。母歿後，遂悉棄舉業，杜門著述。後王懋隨叔父王苹至江蘇，故王懋自稱長洲人。一生布衣。平時讀書著述，時人稱之“講書君”。范成大見其文稿，為之擊節。晚年得拘攣之疾，仍手不釋卷。其詩作《望江南》、《临终诗》甚为著名，诗词句中的“桃花春水鳜鱼肥”、“平生不学口头禅，脚踏实地性虚天”为中国古代诗词经典名句。嘉定六年（1213年）卒，年六十三。有《野客叢書》三十卷传世。另有《巢睫稿笔》，已佚。

## 作品

### 望江南（词）
三杰後，福寿两无涯。
食乳相君功未既，妩眉京兆眷方兹。
富贵莫推辞。门两戟，却棹一纶丝。
莼菜秋风鲈鲙美，桃花春水鳜鱼肥。
笑傲霅溪湄。

### 临终诗
平生不学口头禅，脚踏实地性虚天。
临旭不用求缠裹，趁著帆风便上船。